# قصة اطفال

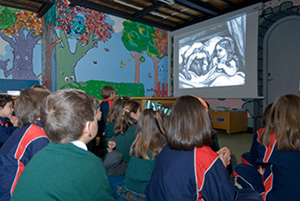
أطفال في نشاط للأطفال في مكتبة الأطفال والشباب البلدية في لاكورونيا ، إسبانيا (2009).

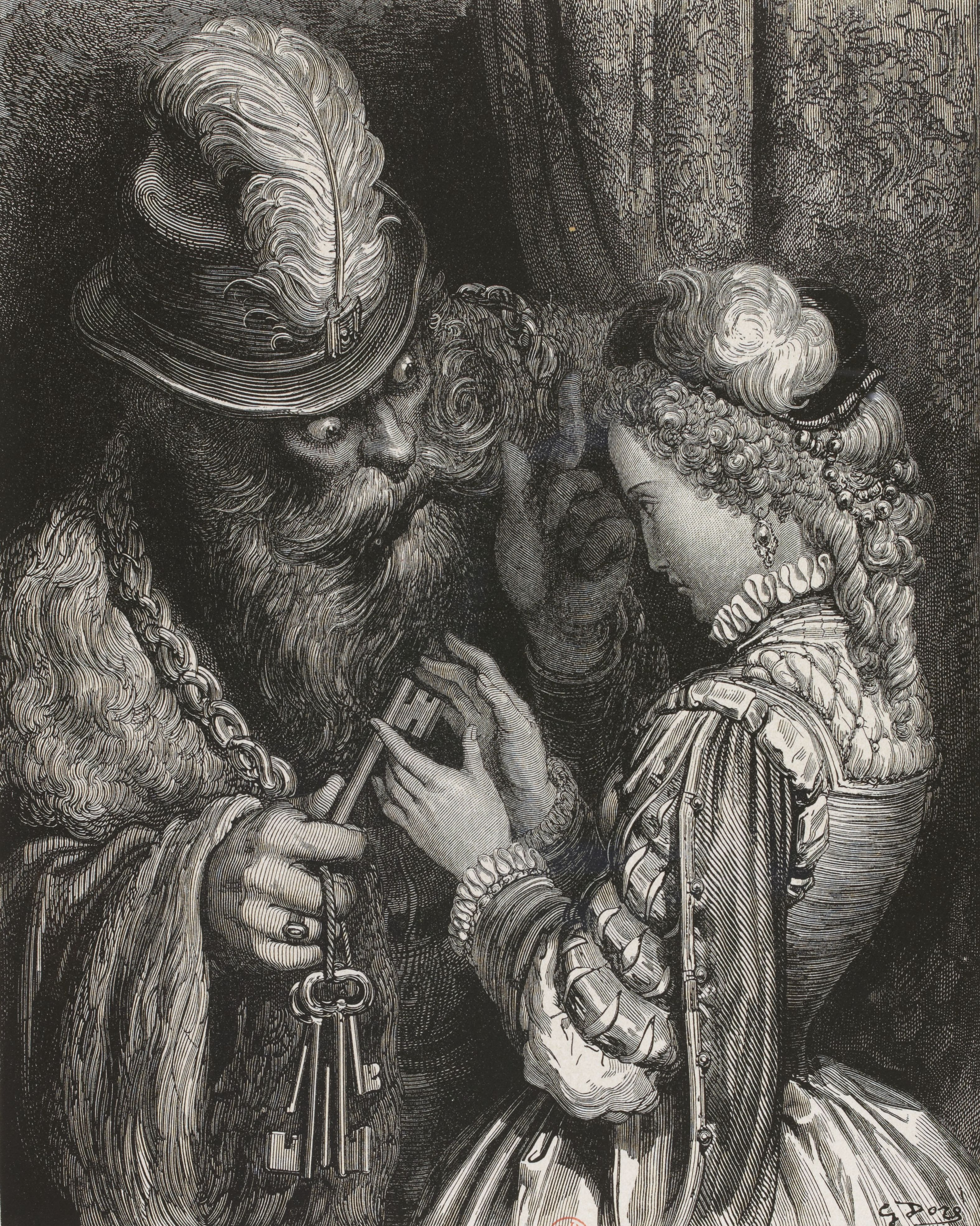
بلوبيرد ، قصة كتبها تشارلز بيرولت ، في مطبوعة حجرية بقلم غوستاف دوريه.

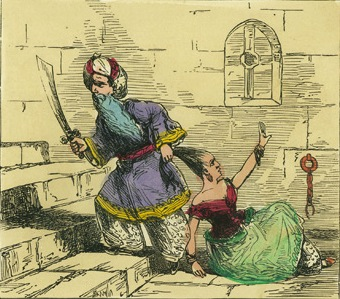
بلوبيرد ، رسم توضيحي لإدموند إيفانز ، ربما حوالي عام 1888.

القصة للأطفال هي القصة التي تستهدف الجمهور الصغير. يمكن أيضًا استخدام التعبير للإشارة إلى القصص التي يكتبها الأطفال.
غالبًا ما تُستخدم مصطلحات "قصة للأطفال" و"قصة للأطفال" كمرادفات، ولكن اليوم يتضح:
- القدرة العالية على القراءة والكتابة للأطفال على مدار القرن العشرين وما بعده في القرن الواحد والعشرين؛
- تعزيز الإبداع في النظام المدرسي بطرق متنوعة، بدءًا من مراحل مبكرة؛
- إقامة المسابقات الأدبية للأطفال بشكل متكرر في العقود الأخيرة.

لذا، يمكن القول بأن الأدب الذي يكتبه الأطفال قد نال طابعه الخاص، وأنه يختلف بوضوح عن الأدب الذي يُكتب للأطفال (قد يكون المصطلح الأكثر دقة للإشارة إلى قصة مكتوبة لجمهور الأطفال هو "قصة للأطفال").
يُعزز الأدب الموجه للأطفال خيالهم ويساعدهم على الاندماج في عالمهم الاجتماعي، حيث يقدم لهم صورة عن بيئتهم المباشرة ويساعدهم في حل المشكلات.
القصص قديمة تقريبًا قدم الحياة نفسها. إن عادة سرد القصص قد انتقلت من جيل إلى جيل عبر قصص رائعة، والتي من خلالها نعلم أطفالنا علاقتهم بالحياة.
تتميز القصص للأطفال بسرد واضح وفهم بسيط. فهي لا تعمل فقط على تحسين قدرة الطفل على الفهم، بل تساعد أيضًا في تطوير قدرته على التواصل. علاوة على ذلك، تعزز وتطور مفرداته، خياله، إبداعه وحبه للقراءة.
القصص للأطفال ترتبط ارتباطًا وثيقًا بالقصص الخيالية، رغم أن ليس جميع القصص الخيالية موجهة للأطفال، وليس جميع القصص للأطفال هي قصص خيالية.
القصص، التي كانت جزءًا من نمو البشر منذ العصور القديمة، تسمح باللعب مع الخيال، التخيّل وخلق عوالم جديدة، شخصيات، مناظر طبيعية، وكائنات غير واقعية. تساعد هذه القصص أيضًا في تحسين النطق وتطوير كيفية التعبير والتفاعل بطرق مختلفة من التواصل. هذه طريقة واضحة لفتح أذهاننا على أشياء جديدة، حيث أن الإبداع والتعليم جزء أساسي منها؛ فالقراءة لا ترفه فقط أو تسلي، بل تضيف أيضًا معرفة أو تعلم للحياة اليومية. من المهم تعزيز قراءة هذه القصص لضمان عدم فقدان هذه التقاليد. هناك قصص مكسيكية تبرز جمال تقاليدنا، مما يعزز عادة القراءة العائلية، إحياء التقاليد الثقافية، وتنمية قدرة الأطفال على الخيال.

## أنظر أيضا
- الأدب
- أدب الأطفال
- أدب الأطفال والشباب
- أدب الشباب
- حكايات خرافية
- الخرافات